# Lower Brule (Dakota Południowa)
Lower Brule – jednostka osadnicza w Stanach Zjednoczonych, w stanie Dakota Południowa, w hrabstwie Lyman.